# Нажмудин Гоцинский
Нажмуди́н Гоци́нский или Нажмуди́н Доного́, Нажм-ад-Дин ал-Хуци (араб. نجم الدين الحزى‎, авар. ХӀоцоса Нажмудин; 1859, Гоцоб, Дагестанская область, Российская империя — октябрь 1925, Ростов-на-Дону, СССР) — северокавказский религиозный, военный и политический деятель. Учёный-арабист, алим и поэт. Муфтий Союза объединённых горцев Северного Кавказа и Дагестана. Лидер повстанческого антисоветского движения. До Февральской революции — член Дагестанского народного суда, наиб Койсубулинского участка Аварского округа, землевладелец.
Родился в знатной семье, получил в наследство крупные владения, работал на государственной службе. После распада Российской империи был членом Временного Дагестанского областного исполкома, органа Временного правительства в Дагестане. В период Гражданской войны и в первые годы советской власти, в 1918—1925 годах, руководил антибольшевистским вооружённым движением в Дагестане и Чечне, целью которого было построение теократического исламского государства на Северном Кавказе с ним во главе.
Организовал против советской власти два крупных восстания — одно в Дагестане в 1920—1921 годах и другое в Чечне в 1924—1925 годах. Оба были подавлены советскими вооружёнными силами. Арестован советскими спецслужбами в сентябре 1925 года и приговорён к высшей мере наказания — смертной казни.

## Биография

### До революции
Нажмудин Гоцинский родился в 1859 году в аварском селении Гоцоб Дагестанской области Российской империи в знатной семье. Отцом был Мухаммад Доного, бывший наиб имама Шамиля, перешедший на российскую сторону и ставший офицером и крупным землевладельцем. Мать — кумычка родом из Нижнего Дженгутая. Старший брат Нажмудина Абдулатип был учёным-богословом. Нажмудин получил мусульманское образование, стал алимом — исламским законоведом и богословом, издавал свои труды.
По окончании учёбы, 19 декабря 1880 года поступил в губернаторский конный конвой князя Чавчавадзе всадником, затем был назначен депутатом Дагестанского народного суда, где проработал с 1891 по 1895 год, получил звание юнкера милиции и серебряную медаль «За полезное»<. С 1895 по 1903 год занимал бывший пост своего отца — его назначили наибом-начальником Койсубулинского участка Аварского округа. По словам Алибека Тахо-Годи, на этом посту он однажды наказал вора, причинив тому увечье, после чего на него была составлена жалоба, и его заключили в тюрьму на 7 месяцев за самоуправство. Согласно преданию, увечье, за которое Нажмудина сняли с должности, он причинил известному на тот момент аварскому поэту, будущему большевику Махмуду из Кахаб-Росо. Впоследствии поэт написал сатирическое стихотворение о Нажмудине, где тот выставлялся как алчный лжебогослов.
После смерти отца и брата получил большое наследство: около 10 тысяч баранов, горные и равнинные пастбища. Про это имущество Гоцинский говорил, что оно было добыто его отцом честным образом, и если кто-то имеет к нему претензии, то может подать на Нажмудина в шариатский суд, он готов отдать имущество, если окажется неправ.
В 1903 году, получив разрешение у властей, на несколько месяцев поехал в Османскую империю, где занимался литературным творчеством, сочинял стихи. Это была его первая и единственная поездка за пределы России. Там его встретил Мухаммад Запир, который был главным духовным воспитателем при дворе султана Абдул-Хамида. Запир организовал ему встречу с султаном. Нажмудин и султан побеседовали о жизни российских мусульман, после чего Гоцинский попросил разрешения стать имамом Дагестана. Абдул-Хамид с одобрением отнёсся к предложению, но сказал, что не может это сделать, так как Дагестан на тот момент находился в составе России; он также добавил: «А вы старайтесь, если удастся, будет очень хорошо».
По возвращении стал преподавать в мусульманских школах Аварского округа. В 1906 году, будучи землевладельцем в Темир-Хан-Шуринском округе, выступил в качестве кандидата на выборах в депутаты Первой Государственной думы. Однако число дагестанских избирателей, которые не стали голосовать, было настолько большим, что дагестанское избирательное бюро не стало проводить выборы.
Царские власти считали Гоцинского османским эмиссаром и подозревали, что он получал от осман оружие для организации мятежа. Гоцинского уличали в антицарских проповедях. Военный губернатор Дагестана Сигизмунд Вольский считал, что Нажмудин был одним из вдохновителей Антиписарского восстания 1913—1914 годов в Дагестанской области, и хотел отправить его в ссылку.
Во время исламских праздников Гоцинский резал из своих отар баранов и раздавал беднякам. Он имел авторитет в Нагорном Дагестане и Чечне, в частности, проводил миротворческую деятельность, участвуя в урегулировании конфликтов между дагестанцами и чеченцами. Дагестанский художник Халил-бек Мусаясул был знаком с Нажмудином и запечатлел его на нескольких своих картинах. Он отмечал, что хотя Гоцинский и был богатейшим человеком, но ему всё равно были присущи простодушие, человечность, доброта и искренность.

### Революция
Гоцинский с одобрением отнёсся к Февральской революции 1917 года, он вошёл в состав Временного Дагестанского областного исполнительного комитета, созданного 9 марта в Темир-Хан-Шуре. В Дагестане сформировались две противоборствующие в области группы: социалистический блок, который выступал «за интересы трудящихся», и шариатский блок, который со временем возглавил Гоцинский. Гоцинский резко выступал против большевиков и их идей, так как, по его мнению, они противоречили исламским нормам. В то же время он не являлся сторонником князей и беков, особенно это проявлялось в земельных вопросах, где все споры, как он считал, необходимо решать по шариату. Он полагал, что за князьями, офицерами и чиновниками нет реальной силы и что они нуждаются в нём больше, чем он в них. Полковник Магомед Джафаров писал, что Нажмудин был умным, гордым и заносчивым человеком, что, будучи богатым помещиком, он не утратил связь с народом и хорошо знал его слабые и сильные стороны. Он писал, что в Дагестане было много алимов, но такой славы, как у Нажмудина, особенно в горах, ни у кого не было. По его словам, «традиция шариатского государства Шамиля требовала уничтожения сословных привилегий и помещичьей собственности на землю… Но Нажмудин как крупный помещик и крайне алчный человек не мог провести в жизнь эту экономическую основу шариатской монархии, что и погубило его самого и всё движение». По мнению Джафарова, Нажмудин был «тяжёл на подъём», но его вывел в свет, принуждая к действиям, его крайне активный единомышленник Узун-Хаджи.
В мае 1917 года, на I съезде горских народов, который прошёл во Владикавказе, Гоцинский был избран муфтием Северного Кавказа и вошёл в состав сформированного Центрального комитета Союза объединённых горцев Кавказа. После избрания муфтием Гоцинский выступил с посланием к населению Северного Кавказа, где призвал к единению и обещал самые суровые меры по отношению к нарушителям шариатских норм. По мнению социалиста Алибека Тахо-Годи, Нажмудин Гоцинский был не «религиозным фанатиком», а трезвым политиком, который хорошо знал психологию горских масс.

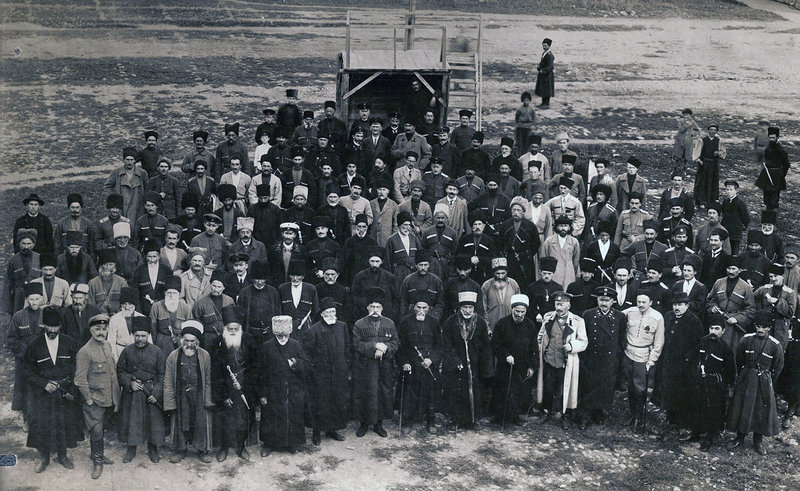
II съезд Союза горцев Северного Кавказа. Сентябрь 1917 года. Владикавказ. В первом ряду, третий слева, стоит муфтий Гоцинский

Ярым сторонником Гоцинского был шейх Узун-Хаджи, который вёл агитацию среди населения, чтобы построить на Северном Кавказе теократическое государство во главе с Гоцинским, наподобие имамата Шамиля. 17 августа 1917 года у озера Кезенойам Нажмудин был избран имамом Дагестана и Чечни. После избрания он обратился к народам Кавказа: «Остерегайтесь преступлений, запрещённых Аллахом: убийства, воровства, разбоя, грабежа. Подчиняйтесь своим алимам, соберите войска, способные охранять свободу и шариат. Дайте свободу вероисповедания всем христианам и другим иноверцам и не причиняйте вреда русским войскам, давшим нам эту свободу». Очевидцем событий был художник Халил-бек Мусаясул, отобразивший это на своей картине «Избрание имамом Нажмудина Гоцинского в Анди». Однако уже через три дня на Андийском съезде горских народов Гоцинский после уговоров согласился остаться в должности муфтия Северного Кавказа, а не имама. 21 сентября 1917 года на II съезде горских народов Гоцинский был переизбран муфтием Северного Кавказа.
Гоцинский баллотировался во Всероссийское учредительное собрание. 5 ноября выступил в Гудермесе с проповедью, осуждающей участившиеся грабежи и насилие. Для борьбы с бандитизмом сформировал специальный отряд.

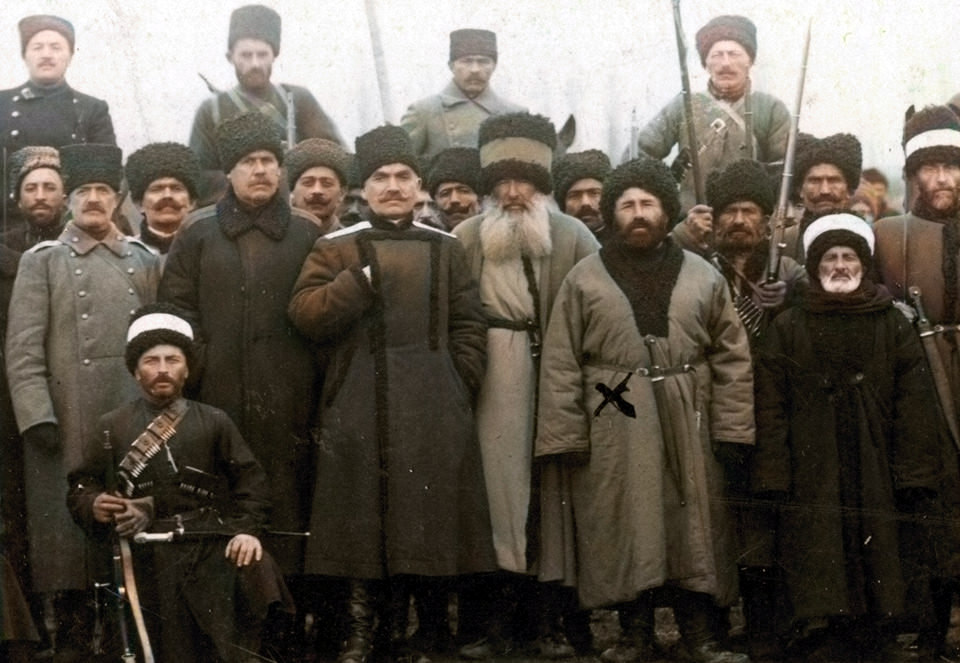
Отряд Гоцинского и Узун Хаджи в Темир-Хан-Шуре. Январь 1918. Справа налево: Узун-Хаджи, Нажмудин Гоцинский, Сиражудин-Хаджи, Микаил Халилов, Даниял Апашев

В январе 1918 года Гоцинский и шейх Узун-Хаджи со своим войском вошли в Темир-Хан-Шуру с целью объявить Нажмудина имамом. После пятничной молитвы сторонники Гоцинского объявили его имамом, но через несколько дней, встретив несогласие со стороны дагестанского исполкома, он снова решил пойти на компромисс и остался на посту муфтия. Его нерешительностью был недоволен Узун-Хаджи, который ушёл с войском в горы.

### Гражданская война

#### Борьба с большевиками
Весной 1918 года начались военные действия между войсками Гоцинского, которые включали свыше 6 тысяч человек, и большевиками. Началом стало то, что в Порт-Петровске большевики сформировали вооружённые отряды и захватили власть в городе.
23 марта 1918 года вооружённые силы дагестанского исполкома вошли в Порт-Петровск и отбросили большевиков, была установлена власть исполкома. Для стабилизации ситуации члены исполкома пригласили в город Гоцинского. Нажмудин приехал со своим отрядом и обосновался в своём новом штабе. В Порт-Петровске были введены шариатские меры.
В это же время в Баку начались ожесточённые армяно-мусульманские столкновения. Узнав об этом, Гоцинский отправил из Петровска в помощь мусульманам часть войск. На подступах к Баку завязалось сражение, в результате которого дагестанцы проиграли и отступили. Большевики перешли в контрнаступление для взятия Петровска, туда же двинулись красноармейцы из Астрахани. 20 апреля Петровск был взят большевиками, Гоцинский отступил в Темир-Хан-Шуру. На четвёртом съезде дагисполкома в Темир-Хан-Шуре было решено отправить делегацию к большевикам в Петровск, чтобы узнать их планы. По пути делегация зашла в Кумторкалу, где находился Гоцинский, чтобы сказать ему об их миссии. Узнав, что исполком не хочет воевать, Гоцинский заявил, что сам со своими отрядами пойдёт на город, чтобы его взять. 27 апреля началось наступление, окончившеемя поражением и отступлением Гоцинского.

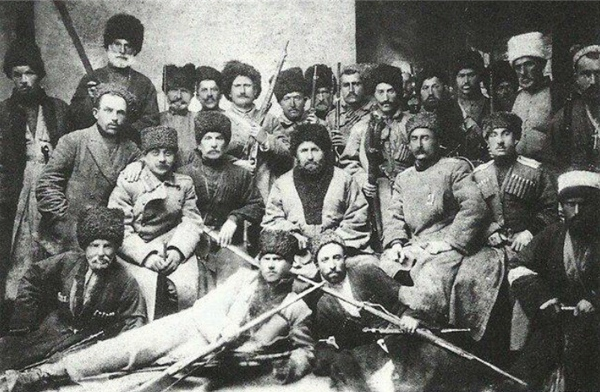
Гоцинский со сторонниками. 1918 год. Темир-Хан-Шура

Вскоре большая часть Темир-Хан-Шуринского округа была под властью большевиков, Даргинский округ был под влиянием шейха Али-Хаджи Акушинского, бывшего в союзе с большевиками, кроме сёл Хаджалмахи и Куппа, поддерживавших Нажмудина. Аварский, Андийский и Гунибский округа по большей части подчинялись Гоцинскому и Узун-Хаджи. Гоцинский проводил военные действия в Салатавском и Хасавюртовском районах, Узун-Хаджи, в свою очередь, на границах Темир-Хан-Шуринского округа.
В конце мая в Гунибе по инициативе Гоцинского, Тарковского, Узун-Хаджи, Халилова, Арацханова, Алиханова, Джафарова и других влиятельных лиц был собран съезд, где было объявлено о новом правительстве Дагестана во главе с имамом Гоцинским, который, мобилизовав горцев, начал борьбу с Советской властью. Было решено провести наступление на Темир-Хан-Шуру с трёх направлений — Араканское (главное направление), Кази-Кумухско-Цудахарское и Чир-Юртовское. В то же время в Дагестан по запросу Горского правительства из Османской империи пришла партия военных специалистов во главе с Исмаилом Хакки Беркоком, большинство которых составляли кавказцы-мухаджиры. Они начали организовывать противостояние горцев большевикам.
«Отряды Нажмуддина и Узун-Хаджи, не видавшие артиллерийского огня и не привыкшие к нему, разбегались, как только начинали над ними летать артиллерийские снаряды. Большевики не осмеливались ввязываться в рукопашный бой с горцами, а обстреливали их издали из орудий и пулемётов. Русские большевики страшились рукопашного кинжального боя дагестанцев. По этим причинам бои между большевиками и горцами были короткие, кончавшиеся бегством большевиков от кинжального боя, а горцев – от артиллерийского боя. Отряды Нажмуддина и Узун-Хаджи имели привычку: разбитые в бою, они не останавливались в бегстве до самых домов и аулов. Разбитые в одном пункте, они не занимали для боя другой пункт. Узун-Хаджи и Нажмуддин их вновь собирали. Среди них исключение составляли ходжалмахинцы, куппинцы и гергебильцы, которые держали дольше всех фронт и сильно бились в бою»
26 мая выше Аркаса произошло сражение, в результате которого горцы отступили, а преследовавшие их большевики провели артобстрел нескольких горных сёл. 5 июня у Аркаса снова прошло победное для большевиков сражение. Вскоре у Чиркея завязался бой, где обе стороны понесли потери. Большевистский отряд Саида Казбекова окружил Костек, где был Гоцинский, и начал обстрел. Завязалось сражение с потерями с обеих сторон. 2 июля у села Каранай целый день шёл бой. Через два дня состоялось сражение у Эрпели. 14 июля отряды Гоцинского подошли к селу Нижнее Казанище и подверглись артобстрелу, после чего, будучи преследуемыми, отступили до Аркаса. Большевики провели атаку на отряд Гоцинского ночью 20 июля в Кизляре и с захваченным оружием и пленными вернулись в Темир-Хан-Шуру. 23 июля под у Караная прошёл крупный бой, где горцами руководил полковник Джафаров, обе стороны получили значительные потери, большевики отступили. На следующий день большевики пошли в наступление и вынудили Джафарова отступить, они заняли Гимры и Унцукуль, но подошёл отряд Гоцинского, который выбил их из обоих сёл.
Столкновения большевиков и отрядов Гоцинского проходили до августа, пока вышедший из Баку Лазарь Бичерахов со своим отрядом не вошёл в Дагестан.
В августе 1918 года в Дагестан с юга вошли военные части Бичерахова и к октябрю разгромили силы большевиков. В это время Гоцинский не принимал участия в военных действиях и оставался в своём родном селе. Вскоре в Дагестан вошли турецкие силы, при помощи которых бичераховцы были отброшены из Дагестана и была восстановлена власть Горской республики.
В марте 1919 года был собран обновлённый состав правительства Горской республики, куда вошёл Гоцинский в качестве главного управляющего шариатскими делами.

#### Вторжение Деникина

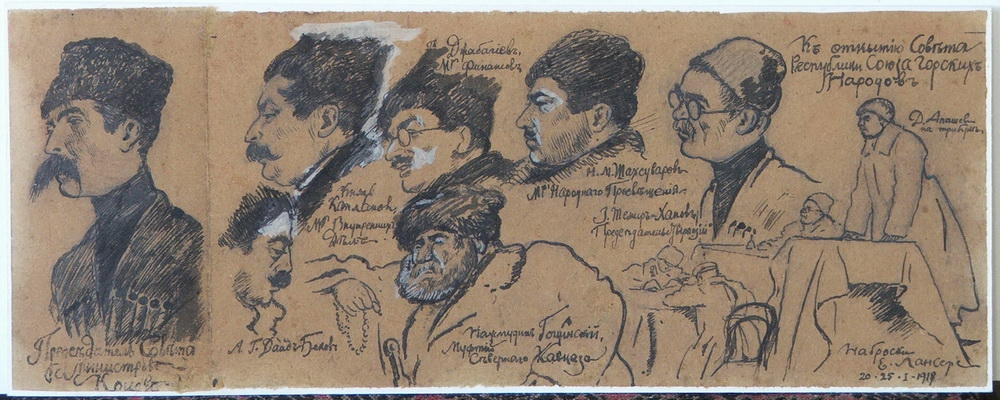
Муфтий Гоцинский на наброске портретов участников горского съезда в Темир-Хан-Шуре. Январь 1919. Автор — Евгений Лансере

В апреле 1919 года на Кавказ пошла Добровольческая армия генерала Деникина, которая собиралась очистить его от большевиков и восстановить «единую и неделимую Россию». Гоцинский был включён в состав делегации для переговоров с Добровольческой армией. Переговоры ничего не изменили, деникинцы вторглись в Дагестан, Горская республика была фактически ликвидирована, а правительство, в том числе и Гоцинский, было отправлено в отставку. Главой проденикинского правительства в Дагестане стал Микаил Халилов. Гоцинский не стал противостоять оккупации деникинскими войсками Дагестана. Причинами этого были слабость Горского правительства и надвигающаяся угроза со стороны большевиков. Гоцинский хоть и не был рад оккупации, но видел в генерале Деникине ту силу, которая может разгромить большевиков. На вопрос, разрешено ли, согласно исламу, при малочисленности сил не вести войну с превосходящим врагом, шейх Мустафаев, помощник Гоцинского, 23 мая ответил: «Шариат в таких случаях запрещает воевать. И нам воевать с „добровольцами“ нельзя».
Нажмудин обратился к Узун-Хаджи с письмом, в котором предлагалось, заручившись военной поддержкой британских интервентов, совместно выступить против большевиков. Однако Узун-Хаджи не принял предложение Гоцинского, ответив: «Какая разница, какого цвета свинья — чёрная или белая?» Распространено мнение, что после разочарования в Нажмудине Узун-Хаджи сказал: «Я хотел сделать из него имама, но он оказался Иваном», однако, как пишет историк Хаджи-Мурад Доного, подтверждения этих слов он не нашёл. В конце мая в Ботлихе был собран крупный съезд, где было объявлено, что Гоцинский лишён звания имама, вместо него имамом Дагестана и Чечни избрали Узун-Хаджи. Сторонники Гоцинского были с этим не согласны. Деятельность Узун-Хаджи создавала много проблем в Дагестане для деникинских сил, которые вели борьбу с большевиками. В конце 1919 года Нажмудин Гоцинский и другие проденикинские алимы объявили, что долг каждого мусульманина — бороться с Узун-Хаджи и убить его. По мнению дагестанского историка Муртазали Дугричилова, конфликт Гоцинского и Узун-Хаджи с самого начала был инсценировкой — смысл заключался в том, чтобы разойтись и вступить в союзы с разными сторонами — Нажмудин с добровольцами Деникина, Узун-Хаджи с большевиками, так «Узун-хаджи с „красным шайтаном“ бил „шайтана белого“, а Нажмуддин — наоборот», а конечной целью ставилось добить обоих.
Тем временем Али-Хаджи Акушинский провозгласил создание повстанческого движения против войск Деникина, которое имело успехи. Весной 1920 года деникинские войска были изгнаны с Северного Кавказа, в Чечне умер эмир Узун-Хаджи, на Северном Кавказе установилась Советская власть. Гоцинский эмигрировал в Грузию.

### При советской власти

#### Восстания

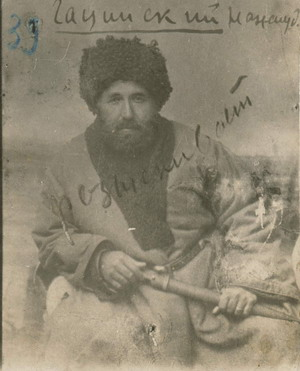
Розыскная фотография. Надпись: «Гацинский Нажмуд(ин) разыскивает(ся)». Фото сделано до 1920 года. Из архива ОГПУ.

В сентябре 1920 года в Дидойском и Анцухо-Капучинском участках Аварского округа Гоцинским было поднято крупное антисоветское восстание при участии внука имама Шамиля — Мухаммад-Саида Шамиля. В октябре ему были подконтрольны Аварский, Андийский и Гунибский округа Дагестана, два из трёх опорных пунктов большевиков — Гуниб и Хунзах — были осаждены, отряды Гоцинского нанесли крупное поражение красноармейцам в сражении в Араканском ущелье.

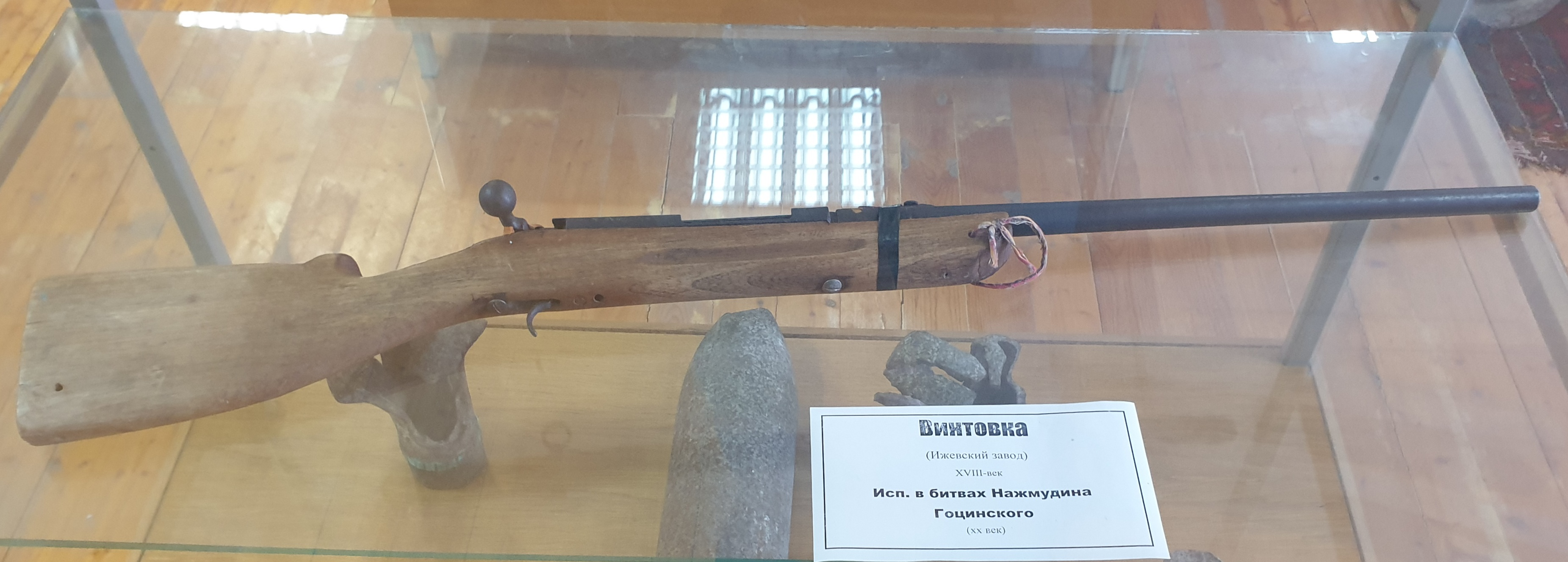
Винтовка с Ижевского завода. Использовалась в битвах Нажмудина Гоцинского. Гимринский историко-краеведческий музей

Современники отмечали, что восстание носило характер гражданской войны. Участие в основном принимали жители малых сёл, в то время как крупные подверглись советской политической агитации. Восставшие терроризировали представителей советской власти, занимаясь абречеством. Во время восстания Иосиф Сталин, будучи в Дагестане, говорил: «… Если вы прогоните Гоцинского, врага трудящихся Дагестана, то тем самым оправдаете доверие, которое оказывает высшая Советская власть, давая автономию Дагестану». Восстание было подавлено в мае 1921 года. Нажмудин скрылся в Чечне, поддерживая связь с британской разведкой.
С 1921 года вплоть до ареста Гоцинский скрывался на территории Чечни и алмакских хуторов Хасавюртовского округа и пытался вновь поднять восстание. Сёла Андийского и Аварского округов помогали ему снабжением и информацией о деятельности советских органов, жители поддерживали связь с политэмигрантами. Находившийся за границей Ахмед-хан Аварский в 1922 году выступил перед Советом Лиги Наций с ходатайством о признании Нажмудина Гоцинского лидером будущего кавказского государства и помощи в свержении большевистской власти. Идея была поддержана, ему обещали помощь.
В Стамбуле Ахмед-ханом была организована политическая организация «Анатолий Шеркет» для спонсирования восстания на Кавказе. Из Турции на Кавказ пробирались эмиссары для доставки нужных сведений, одним из них был член организации «Иттихад ислам» Эфендиев, который связывался с Гоцинским и другими лидерами потенциальных восстаний на Кавказе.
Нажмудин установил контакты с Али Митаевым и полковником Шамилевым, которые готовы были начать повстанческое движение в Чечне. По его плану сразу после призыва должны были восстать чеченские Шатоевский и Веденский округа и дагестанские Андийский и Хасавюртовский округа, а затем действия перешли бы и на остальные районы. По его с Митаевым расчёту, повстанческое войско должны были составить 15 тысяч солдат. Тем временем дагестанские чекисты сумели уничтожить несколько крупных подпольных отрядов повстанцев.
20 ноября 1923 года в селении Кахиб Гунибского округа большевиками был организован съезд горских племён Дагестана, в котором приняли участие 76 делегатов, в том числе шейхи, кадии и учёные-арабисты. По результатам работы съезда была принята резолюция, которой Гоцинский был объявлен «врагом мусульман не только Дагестана, но и всего мира, заслуживающим самой суровой кары». Этот и другие ходы чекистов стали серьёзным препятствием в его деятельности, в 1923 году Гоцинский через своего родственника обратился в Даготдел ОГПУ с заявлением о своём желании закончить сопротивление. Однако вскоре Гоцинский передумал прекращать борьбу: в феврале 1924 года к нему прибыли два агента английской разведки, которые заверили его в поддержке со стороны их страны и передали денежные средства для организации восстания. Нажмудин сочинил ноту советскому правительству. 
«Вы должны покинуть все города Кавказа и Астрахань, т. е. те, которые признавали нашу власть и которые принадлежали с морями нашим предкам.
Вы должны оставить всё, что на суше и море: военное имущество, пароходы, крепости, оружие, промыслы, доходы. Границей отхода определён Ростов.
Вы должны возместить с того дня, когда я был избран имамом Кавказа на собрании в местности, именуемой Анди, на собрании всех узденей, алимов, главарей, известных лиц Кавказа и других мусульман и христиан и наций, населяющих Кавказ. У нас определены крепкие условия, как и подобает имамствующему над своим народом, как это диктует шариат и адат.
Вы должны возместить убытки тем, кто пострадал от вашего захватничества. Вы должны удовлетворить владельцев земли, промышленности, фабрик и заводов, кавказцев, русских и других иностранцев, имевших владения на Кавказе. Удовлетворить с таким расчётом, чтобы выше упомянутые предприятия возвращались в таком виде, какой они имели до захвата их вами.
Вы должны освободить Туркестан… Также вы должны убрать руки от Крыма, от его городов, от Чёрного моря, чтобы не имели в Чёрном море Вашу морскую силу. Чёрным морем могут пользоваться только две стороны — Крым и Туркестан. Если вы отдадите нам Крым и Туркестан, как вознаграждение за понесённые нам убытки со времени моего имамства на Кавказе, то мы предоставим самостоятельность и примем в состав правительства Кавказа.
С долгами должны расплачиваться путём продажи необъятной русской земли и морских богатств, в которых нужды не терпит правительство.
Вы должны освободить христианскую религию, оставив её в руках высшего духовенства: попов, архиереев и т. д. Вы должны вернуться в отношении религии к положению, существовавшему до захвата вами власти, не вмешиваться в дела религии, а также возвратить все имущества, которые вы взяли у церкви, также монастырские земли, церковные ценности, которые вы сложили в ваши сундуки…»
К 12 мая село Дылым, где базировался Нажмудин, и ближние сёла были разоружены советскими войсками с захватом заложников. Ими были ликвидированы Зубутлинская повстанческая группа численностью в 300 человек и Дылымская — в 70 человек. В Чечне был арестован Митаев.
19 мая снова через родственника Нажмудин предложил большевикам встретиться, но чекисты отказали в переговорах. В сентябре от англичан поступили оружие и мануфактура. Согласно плану, Гоцинский должен был захватить крепости Ботлих, Ведено и Шатой, после чего разгорелось бы восстание. В апреле 1925 года в селении Зумсой Нажмудин встретился с британским майором Вильямсом. Англичане снова заверили в поддержке.
Советская власть начала операцию по разоружению Чечни, что вызвало в ней восстание. В то же время ОГПУ совместно с частями Красной Армии начали одновременно сжимать кольцо вокруг Гоцинского. Было приказано брать его живым.

#### Арест и расстрел
Советские спецслужбы вели активные мероприятия по поимке Гоцинского, укрывавшегося в труднодоступных горах. По словам участника событий, Нажмудином было поймано и расстреляно около двадцати засланных наёмных убийц и шпионов. Предпринималось несколько попыток военных походов частей Красной армии, но они оканчивались для них неудачно из-за погодных условий и сопротивления повстанцев. Получив информацию, что Гоцинский находится в Зумсое, большевики в феврале 1924 года отправили кавалерийский отряд для окружения села, но он сам оказался в окружении андийско-чеченских повстанцев. Не желая подставить под удар местных жителей, Гоцинский дал отряду уйти. В апреле 1924 года переехал в Салатавию, но вскоре его оттуда выдавили красноармейцы, и он вернулся в Веденский район. В июне шейх заболел, из-за чего распустил свой отряд и начал перебираться из села в село. В августе 1925 года был предпринят решающий поход красноармейцев, число которых, по горским данным, составляло до 20 тысяч, разные группы заходили из Ингушетии, Дагестана и Тушетии, так они собирались окружить Гоцинского в селе Хакмеды. Он со своими спутниками ушёл в лес, где не смог скрываться больше 10 дней из-за болезни, и его вывезли в ближайший хутор. 30 августа 1925 года под хутором Ведучи произошёл бой, в результате которого отряд Гоцинского отступил в Дайское ущелье, а затем в течение четырёх дней был разгромлен.
5 сентября группой высокопоставленных чекистов были арестованы Гоцинский и несколько его сподвижников. Согласно описанию очевидца, большевики назначили награду за указание места, где скрывается Гоцинский, на которое откликнулись некоторые местные жители. На хутор Чай, где находился Нажмудин, отправили парламентёра с предложением сдаться. Тот ответил, что готов это сделать, если они отпустят 16 чеченцев, его соратников, которых арестовали из-за него. Предложение было принято. Нажмудин сделал омовение, помолился и сказал предавшим его по-аварски: «С вами я буду говорить в день Страшного суда». На допросе Гоцинский сказал большевикам о том, что скоро они сами станут жертвой своей идеологии.
15 октября 1925 года в Ростове-на-Дону Нажмудин Гоцинский по постановлению ОГПУ был приговорён к высшей мере наказания — расстрелу по статье 76.1 УК РСФСР за организацию банд и руководство ими в 1920—1921 годах.

Нажмудин Гоцинский на допросе (Ростов-на-Дону, 1925)
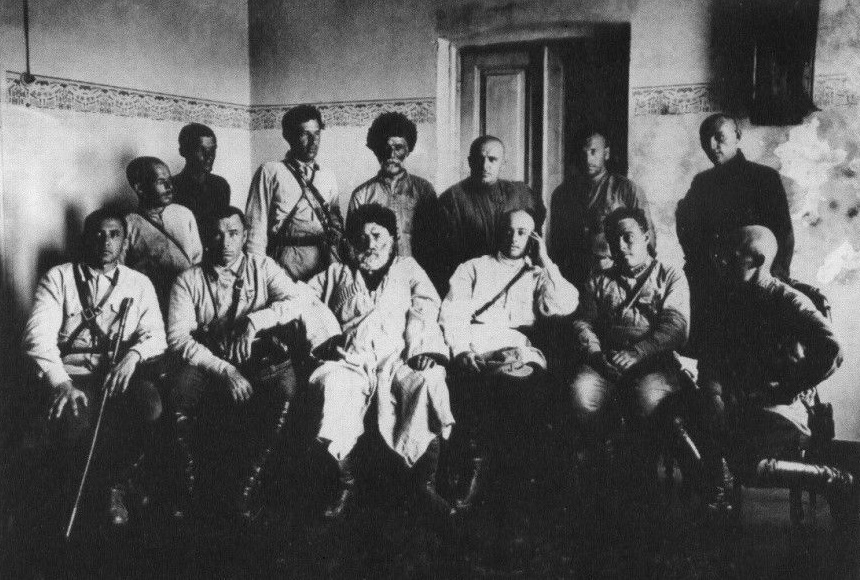

## Семья
У Нажмудина Гоцинского было пятеро детей: три дочери — Патимат, Баажат, Саидат — и сын Ахмед от первой жены по имени Тут и дочь Хамидат от второй жены Патимат. Тут была дочерью начальника хунзахского участка Али Клича Чупанова.

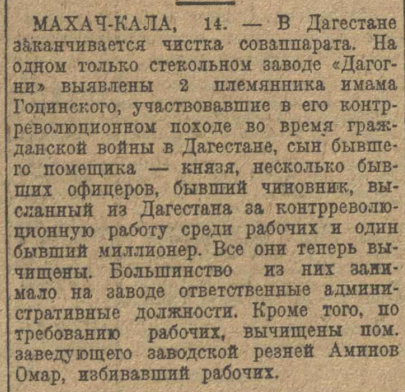
Новость об аресте племянников Гоцинского, «Вечерняя Москва», 1929 г.

Как пишет историк Хаджи-Мурад Доного, советской властью к расстрелу были приговорены 16-летний сын Ахмед и другие родственники Гоцинского. Ахмед был заключён в 1920 году. Хоть он и был несовершеннолетним, в его деле тюремный врач определил возраст выше, что сделало его подсудным. По данным правозащитной организации «Мемориал», через 12 лет после казни самого Гоцинского две его дочери были расстреляны. Патимат Чопанова-Гоцинская и её сестра Саидат Чопанова-Гоцинская родились в 1900 и 1905 годах соответственно в селе Гоцо, обе были приговорены к ВМН тройкой НКВД ДАССР 17 октября 1937 года. Обе признаны «Мемориалом» жертвами политического террора. Третья дочь тоже была убита советской властью.
Вторую жену Гоцинского Патимат выслали с дочерью Хамидат в село Кутиша. Хамидат вышла замуж за Магомед-Расула Мугумаева — арабиста и советского диссидента, арестованного в 1957 году. Умерла после продолжительной болезни в 1962 году.

## Творчество
Брани же его, но смотри,

Оставит ли пятно на чести льва то, что ревут ослы.

Лев по-прежнему будет среди львов,

Если храпят и мычат, понося его, коровы.

Разве орёл и сокол воздушных высот станет смущаться,

когда назойливо будут кудахтать куры? 

Лай подобных тебе разве причинит вред тому,

кому возносят хвалы земля и камни?

Та земля, которую он облёк красным одеянием,

что ткут мечи, не тем, что шьют иголки.
В 1914 году Гоцинский выпустил касыду «ал-Изхар ар-равийа фи мада’их ан-набавийа» (араб. االزهار الروية فى المدائح النبوية‎) о жизнеописании пророков, которая была издана в темир-хан-шуринском издательстве Мавраева. Касыда состоит из 10 глав и 362 бейтов. Произведение написано рифмой «мим», размером «басит», аналогично поэме «Касида аль-Бурда» арабского поэта средних веков Мухаммада аль-Бусири, который был популярен также и в Дагестане. Касыда Гоцинского была переиздана в 1995 году в сирийском Дамаске в книге «Ашваку Дагистани ила аль-харами шшарифи», а также издавалась в Турции и распространялась на Кавказе.
Гоцинский писал стихотворения героико-романтического и романтического характера. Востоковед Игнатий Крачковский, отмечая талантливость его поэзии, называл их «блёстками... общего фонда арабской литературы, который был хорошо известен во всех странах, отражавших арабскую культуру». Крачковский выделял его накаиду — взаимоопровергающую сатиру. Отмечается также присутствие элементов, напоминающих древнеарабскую марсийю — плач по умершим — и староарабский насиб — воспоминания о красавицах. В них фигурируют лица, которыми восхищался Нажмудин, такие как имам Шамиль, Хаджи-Мурат, шейх Мухаммад ал-Яраги.
После смерти шейха ас-Сугури Гоцинский написал в его честь касыду с рифмой «ра» в 81 строку. Другое стихотворение содержит сатирическое оппонирование алиму Юсуфу Аксайскому, который критиковал Шамиля. Учёный-биограф Назир ад-Дургели назвал это произведение прекрасным и включил оба стиха в свой труд «Услада умов в биографиях дагестанских учёных». Хотя Гоцинский и восхвалял некоторых суфийских шейхов, сам он в тарикате не состоял.
В стихах встречалась также критика накшбандийского тариката. Так, дагестанский суфий Хасан Кахибский резко отреагировал на стихи Нажмудина о том, что накшбандийская практика «зикра сердцем» является нововведением в исламе. Кахибский за это обвинил Гоцинского в невежестве и еретичестве. 

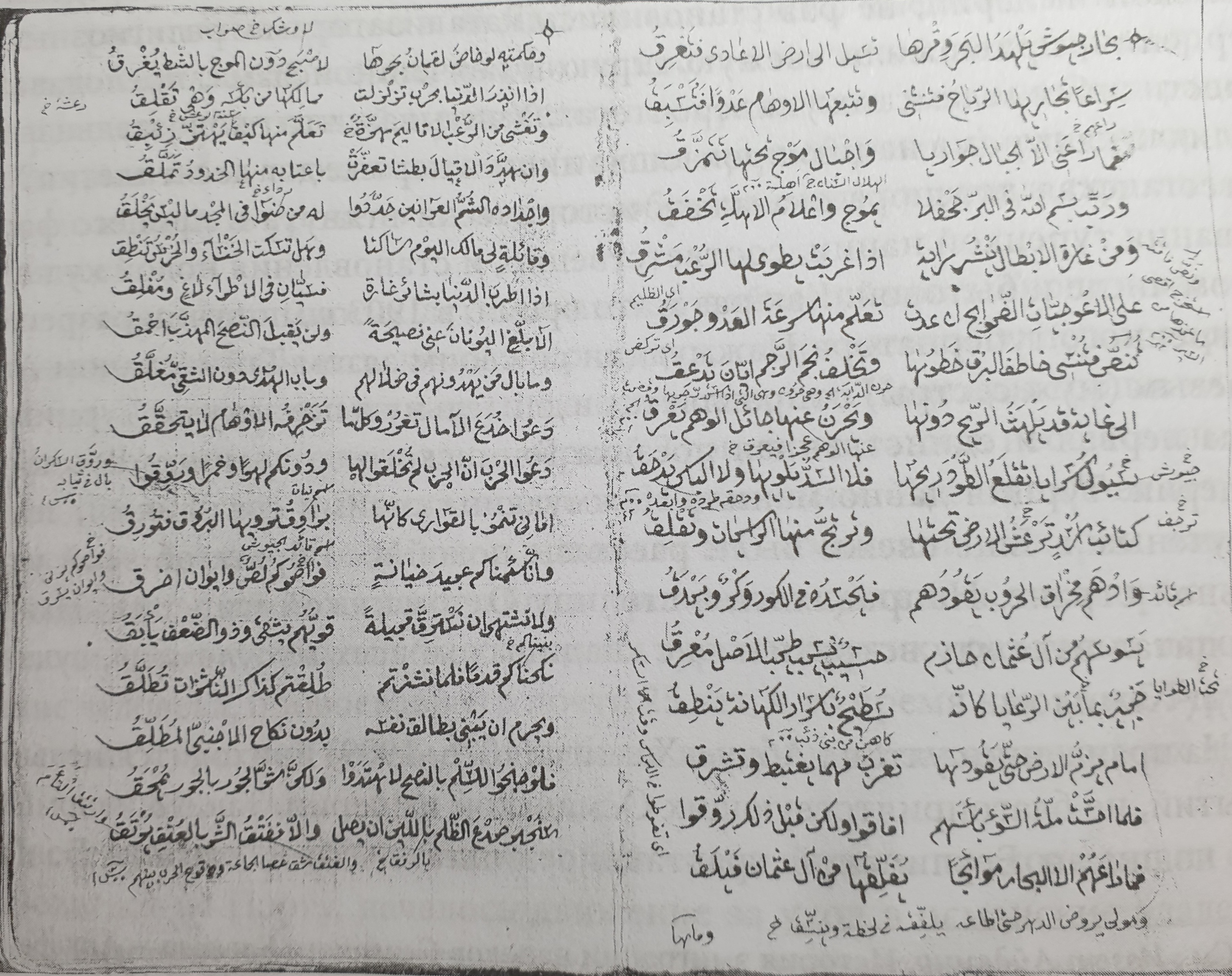
Фрагмент оды Нажмудина султану

Во время пребывания в Османской империи Гоцинский сочинил оду султану Абдул-Хамиду, её опубликовали в стамбульской газете.
Поэзия Нажмудина соответствовала доисламской арабской классике, при том что творчество других дагестанских поэтов того времени в основном претерпевало реформацию. Али Каяев характеризовал Нажмудина как выдающегося учёного, разбирающегося в арабском языке, литературе, шариатских науках, логике. Он также хвалил его творческую деятельность, говоря, что «он был одним из лучших среди многих дагестанских поэтов», но, по его словам, Нажмудин иногда занимался плагиатом стихов древних поэтов и выдавал за свои.

## В историографии

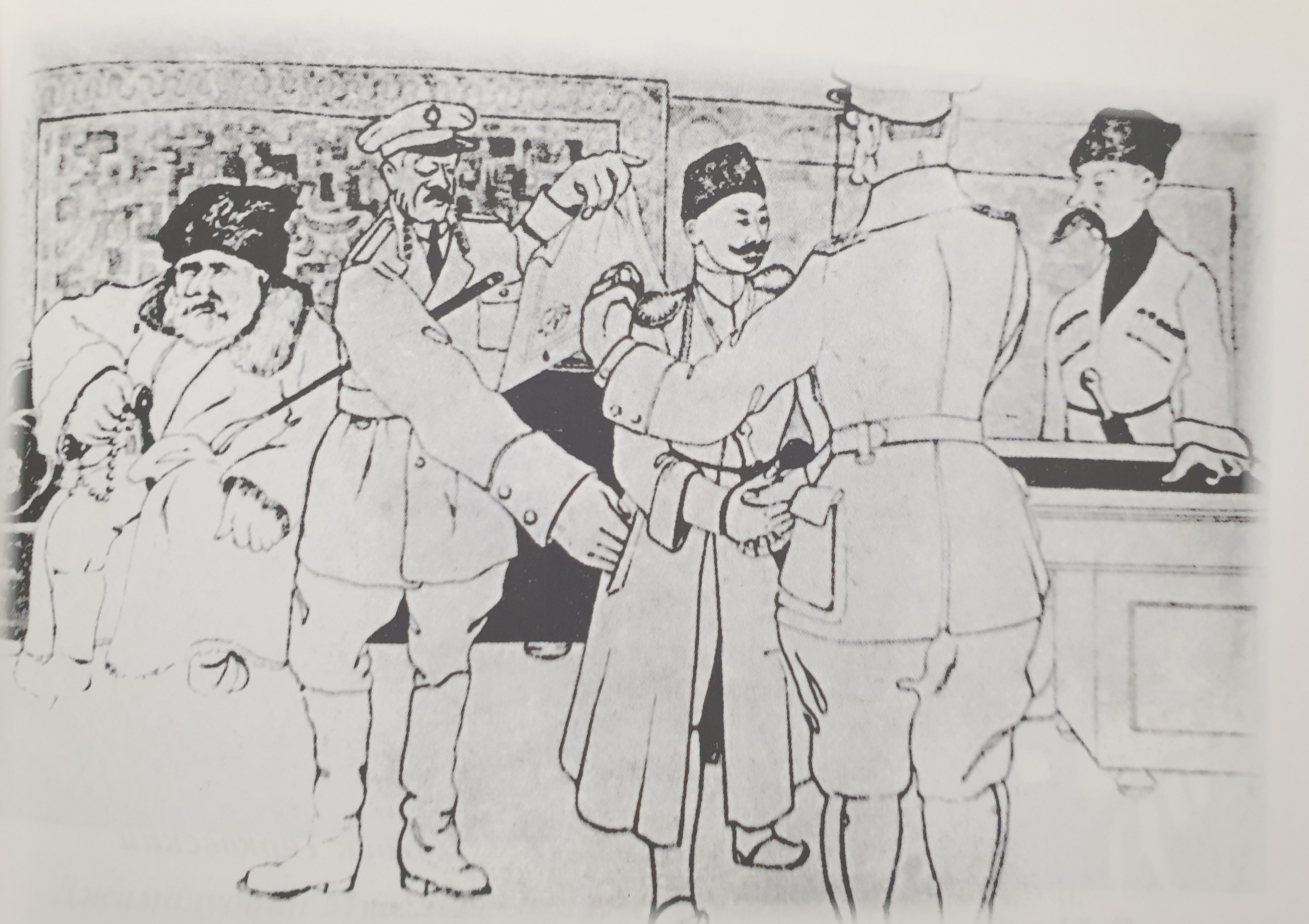
Карикатура неизвестного автора «Англичане в Парламенте Горской Республики» с Гоцинским

Нажмудин Гоцинский в советской историографии характеризовался исключительно как отрицательная личность, он преподносился как главный антигерой Гражданской войны в Дагестане, на него вешались ярлыки «главный враг Советской власти и трудящихся», «лжеимам», «главарь банд», «барановод», «злодей, погубивший массу народа» и прочие, его описывали как ленивого и толстого человека. Историография Гоцинского имеет в себе массу фальсификаций. Советская пропаганда стремилась обозначить мотивом его деятельности корыстную жажду сохранить своё богатство и лишить его образ исламской духовности и какого-либо героизма. Про Гоцинского делали карикатуры, ставились издевательские пьесы, он фигурирует в массе советской художественной литературы в качестве злодея.
При советской цензуре арабист И. Ю. Крачковский, который анализировал творчество Гоцинского, в своих трудах не стал озвучивать даже имя Нажмудина: автора стихов он подписал лишь как «одного аварца».
После развала СССР в исторических научных кругах начались дискуссии касательно оценки личности Гоцинского. Подробным изучением истории Нажмудина Гоцинского активно занимается современный дагестанский профессор Хаджи-Мурад Доного, который выпустил серию трудов о нём. Некоторые исследователи отмечают, что Доного часто идеализирует Гоцинского, сам же он отвечает на это, что «хвалить можно, если есть за что. Неаргументированно хвалить — не стоит».
В 1990-х годах родственники Гоцинского и общественные организации подавали заявки на юридическую реабилитацию Нажмудина. Был получен прямой отказ, Гоцинский реабилитации не подлежал. По этой причине он ещё числится как «враг народа», что делает его личные дела и документы, хранящиеся в архивах спецслужб, засекреченными и недоступными для изучения исследователями.